# Mira Alečković
Mira Alečković (Novi Sad, 2 de febrero de 1924– 27 de febrero de 2008) fue una poeta y escritora serbia. Sus obras se han traducido en más de 40 idiomas.

## Biografía
Vivió en Belgrado desde los dos años, pero pasó su infancia en pueblos de Vojvodina, Dalmacia, Montenegro y Kosovo, donde trabajó con su tía Jelena Trpinac como profesora. Alečković acabó primaria y secundaria en Belgrado. Se licenció de estudios eslavos en la Universidad de Belgrado y continuó sus estudios en la Sorbona. Participó en los movimientos izquierdistas del periodo de entreguerras. Durante la Segunda Guerra Mundial, participó en acciones de los partisanos yugoslavos.
Después de la guerra, Alečković publicó su primera colección de poemas "Zvezdane ballad" en 1946, inspirada en la lucha de la gente en la región yugoslava. En 1949 publicó los poemarios «Dani razigrani» y «Tri proleća», mientras que su primera novela, «Srebrna kosa», apareció en 1953.
Editó algunos de los primeros periódicos para jóvenes después de la guerra, incluidos los periódicos "Omladina", "Mladost" y "Pionir". Junto con otros escritores, fundó la revista literaria juvenil "Zmaj", donde fue editora jefe durante 40 años.
En la Yugoslavia socialista obtuvo considerable popularidad, especialmente por su poesía infantil y sus obras sobre las canciones de los partisanos yugoslavos.

## Obra
Colección de poemas
- Zvezdane balade, 1946
- Dani razigrani, 1949
- Tri proleća,1949
- Pionirsko proleće, 1955
- Prijatelji, 1956
- Lastavica, 1957
- Srebrni voz, 1963
- Sunčani soliteri, 1970
- Da život bude ljubav, 1972
- Sanjalica, 1975
- Ne mogu bez snova, 1980
- Staza srebrom izvezena, 1982

Novelas
- Srebrna Kosa, 1953
- Zbogom velika tajno, 1960
- Zašto grdiš reku?
- Jutro